# Richard Smolorz
Richard Josef Smolorz (* 7. September 1913 in Beuthen; † nach 1958) war ein deutscher Polizeioffizier in der Sowjetischen Besatzungszone und in der DDR. Er war Chef der Deutschen Grenzpolizei (DGP).

## Leben
Smolorz, gelernter Bergmann, wurde im Zweiten Weltkrieg zum Kriegsdienst in die Wehrmacht eingezogen. Er geriet 1943 in sowjetische Kriegsgefangenschaft und besuchte eine Antifa-Schule. Mit der 4. Gruppe der 1. Ukrainischen Front, die als Verstärkung der Gruppen Ulbricht, Ackermann und Sobottka gedacht war, gelangte er mit Richard Dombrowsky und Fritz Schälicke am 28. Mai 1945 nach Dresden.
Er wurde 1945 Mitglied der KPD (1946 der SED), Angehöriger der Deutschen Volkspolizei und war bis 1949 stellvertretender Polizeipräsident in Dresden. Vom 1. November 1951 bis 31. Juli 1952 war er im Rang eines Chefinspekteurs kurzzeitiger Leiter der Hauptabteilung Grenzpolizei in der Hauptverwaltung der Deutschen Volkspolizei (HVDVP) (Nachfolger von Erich Kurschinski), die im Mai 1952 als nunmehrige Hauptverwaltung Deutsche Grenzpolizei dem Ministerium für Staatssicherheit (MfS) unterstellt wurde. Am 1. August 1952 wurde er von Hermann Gartmann abgelöst, zum Oberst umattestiert und war bis 1954 Gartmanns Stellvertreter und Stabschef der Hauptverwaltung Deutsche Grenzpolizei im MfS bzw. im Staatssekretariat für Staatssicherheit (SfS). Von 1954 bis 1955 war er Stellvertreter des Chefs der Deutschen Grenzpolizei für allgemeine Fragen, ab 1955 Stellvertreter des Chefs für Ausbildung unter dem neuen Chef Heinrich Stock. Im November 1956 wurde er als Leiter der Abschnittsverwaltung Süd der DGP eingesetzt. Nach der Ausgliederung der Grenzpolizei aus dem MfS und erneuten Eingliederung in das Ministerium des Innern am 1. März 1957 war er bis 1958 Kommandeur der 3. Brigade der Deutschen Grenzpolizei in Erfurt. Er wurde 1958 von Leander Kröber als Kommandeur abgelöst. 

## Auszeichnungen
- 30. Juni 1955 Vaterländischer Verdienstorden in Bronze